# 大头蛙属
大头蛙属（学名：Limnonectes）是无尾目叉舌蛙科的一个属。

## 下属物种
本属包括以下物种：